# (32679) 1070 T-1
1070 T-1 (asteroide 32679) é um asteroide da cintura principal. Possui uma excentricidade de 0.09994280 e uma inclinação de 22.26116º.
Este asteroide foi descoberto no dia 25 de março de 1971 por Cornelis Johannes van Houten e Ingrid van Houten-Groeneveld e Tom Gehrels em Palomar.